# Čekanice (výhybna)
Čekanice, plným oficiálním názvem Tábor obvod Čekanice, jsou jedním z obvodů stanice Tábor. Před modernizací úseku Tábor – Sudoměřice u Tábora se jednalo o výhybnu s názvem Čekanice, případně Výh Čekanice. V původním stavu šlo o dvoukolejnou výhybnu na jednokolejné trati s napojením vlečky Tagrea (později označovaná jako ZZN Pelhřimov – Čekanice) po modernizaci trati, která proběhla v letech 2013–2016 jde o obvod stanice Tábor, ve kterém se nachází odbočení trati do Ražic a napojení vlečky Tagrea. Nachází se mezi táborskými místními částmi Čekanice a Náchod.

## Popis výhybny

### Stav před modernizací
Před přestavbou tratě, která probíhala v letech 2013–2016, měla výhybna dvě dopravní koleje – č. 1 s užitečnou délkou 767 m a č. 2 s užitečnou délkou 706 m. Dopravní byla i kolej vlečky Tagrea označená č. 101, takže vlaky mohly vjíždět přímo na vlečku, resp. odjíždět z vlečky. Výhybna byla vybavena kombinovaným zabezpečovacím zařízením s reléovými závislostmi. V posledních letech před modernizací byla výhybna trvale neobsazena a zabezpečovací zařízení umožňovalo automatický průjezd vlaků po 1. koleji po postavené odjezdové nebo vjezdové vlakové cesty ve stanici Tábor. Pokud byla výhybna obsazena, dopravní službu vykonával výpravčí v dopravní kanceláři u táborského zhlaví, odkud pomocí zabezpečovacího zařízení obsluhoval tři výhybky s elektromotorickým přestavníkem na tomto zhlaví. Na stanovišti I (St I) na chotovinském zhlaví pak byl výhybkář, který ručně přestavoval výhybku č. 4 (jediná na tomto zhlaví). Výhybna byla kryta světelnými vjezdovými návěstidly – L od Tábora a S od Chotovin. Jízdy vlaků v přilehlým traťových úsecích byly zabezpečeny pomocí reléového poloautomatického bloku s tím, že úsek Čekanice–Chotoviny byl ještě rozdělen hradlem Stoklasná Lhota. Původní zabezpečovací zařízení výhybny bylo deaktivováno na podzim 2013.

### Stav po modernizaci
Během přestavby tratě provedené v letech 2013–2016 došlo k zásadní změně konfigurace kolejiště výhybny a jejímu začlenění do stanice Tábor. Především došlo k zdvojkolejnění tratě a do Čekanic bylo nově zahrnuto odbočení tratě směrem na Ražice (sousední stanice Balkova Lhota). Nově zřízený obvod Čekanice se oproti původní výhybně značně prodloužil. Původní délka dopravny, tj. vzdálenost mezi vjezdovými návěstidly byla 1561 metrů, nově jsou Čekanice od Tábora ohraničeny cestovými návěstidly Sc1d a Sc2d, od Chotovin pak vjezdovými návěstidly 1S a 2S a délka obvodu tak činí 2156 metrů. Od Balkovy Lhoty je obvod kryt vjezdovým návěstidlem BS, které se však nachází 1299 m od krajní výhybky, proto je ještě před ní cestové návěstidlo Sc3f.
V Čekanicích nejsou žádné výhybky, které by propojovaly dvě hlavní koleje, které obvodem procházejí, jsou zde pouze odbočné výhybky trati do Ražic a vlečky ZZN Pelhřimov – Čekanice. Obvod Čekanice je zahrnut do elektronického stavědla ESA 11 stanice Tábor, které je ovládáno tamním výpravčím hlavní služby. V Táboře se také nachází deska nouzových obsluh pro obvod Čekanice. Jízda vlaků po obou traťových kolejích mezi Táborem (Čekanicemi) a Chotovinami je zajištěna pomocí obousměrného automatického bloku s kolejovými obvody, mezi Táborem (Čekanicemi) a Balkovou Lhotou pak funguje automatické hradlo typu AHP-03 s počítači náprav.